# Turismo en Corea del Sur

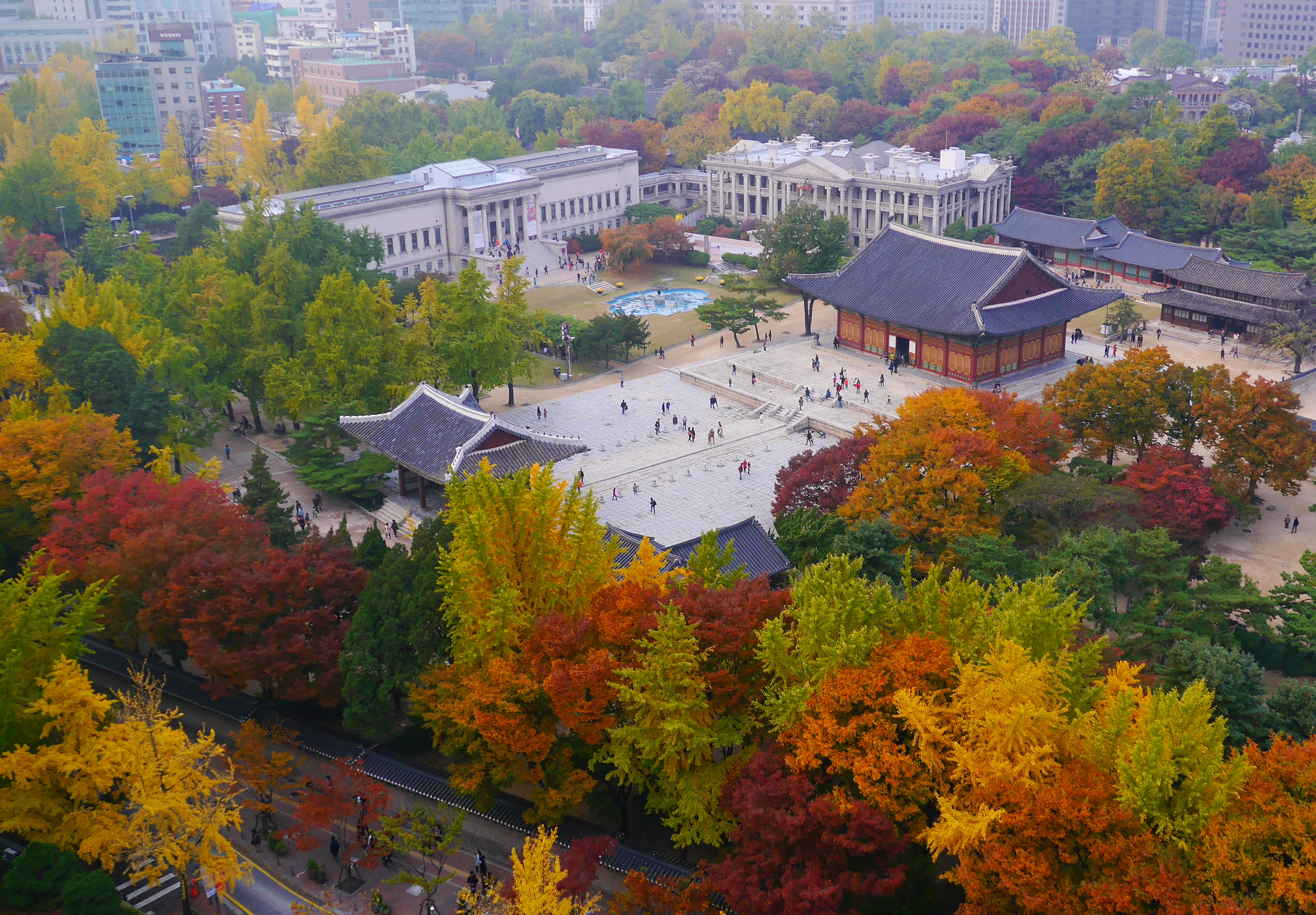
El palacio de Deoksugung en Seúl, una popular atracción turística.

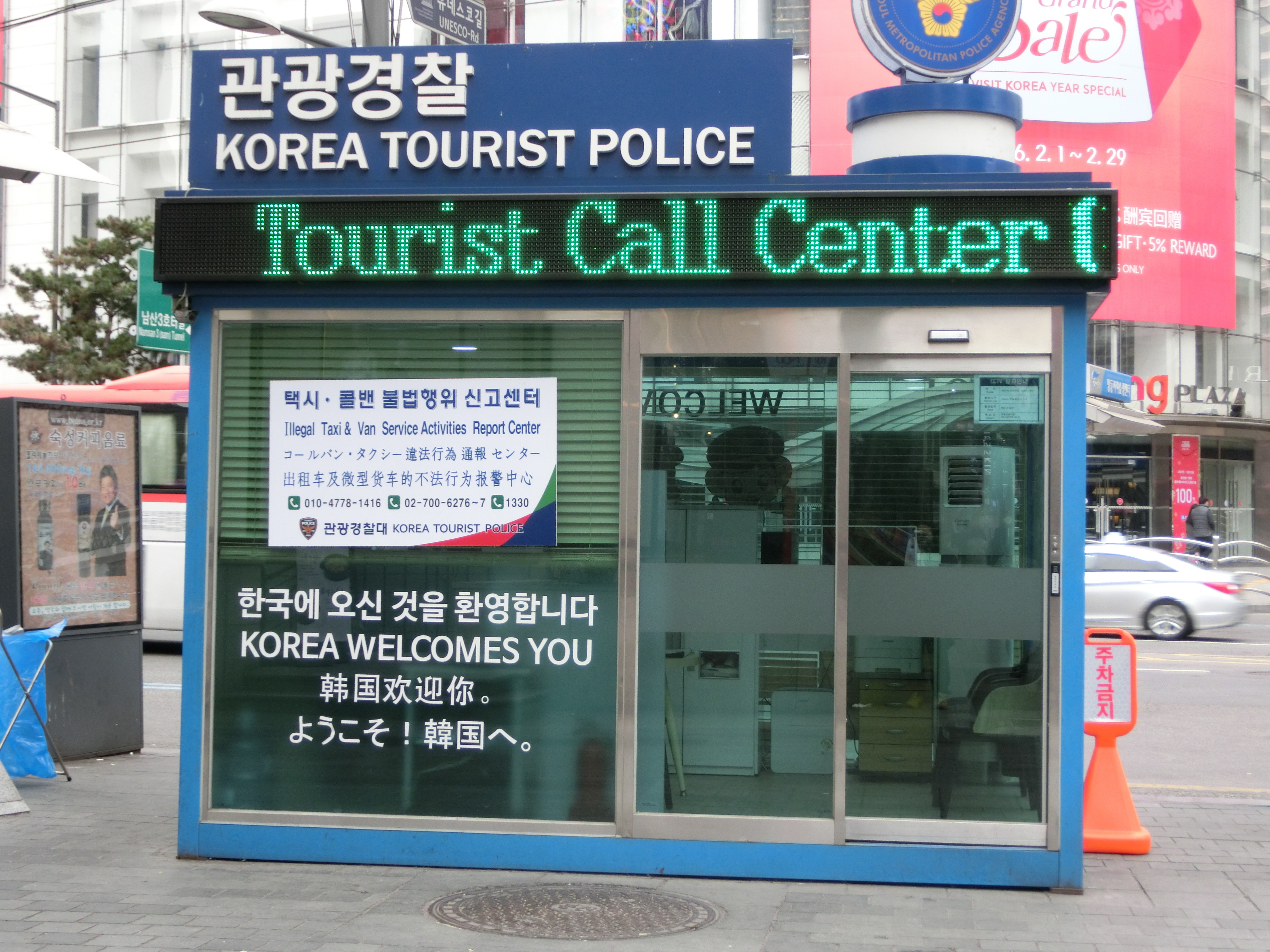
Caseta de policía destinada para turista, centro de Myeongdong

Turismo en Corea del Sur se refiere a la industria del turismo en la República de Corea. En 2019, 17 502 756 turistas extranjeros visitaron Corea del Sur, convirtiéndolo en el vigésimo país más visitado del mundo, y el sexto más visitado en Asia. La mayoría de los turistas no coreanos vienen de otras partes de Asia Oriental como Japón, China, Taiwán, y Hong Kong. La reciente popularidad de la cultura popular coreana, a menudo conocida como la ola coreana, en estos países ha aumentado la llegada de turistas.

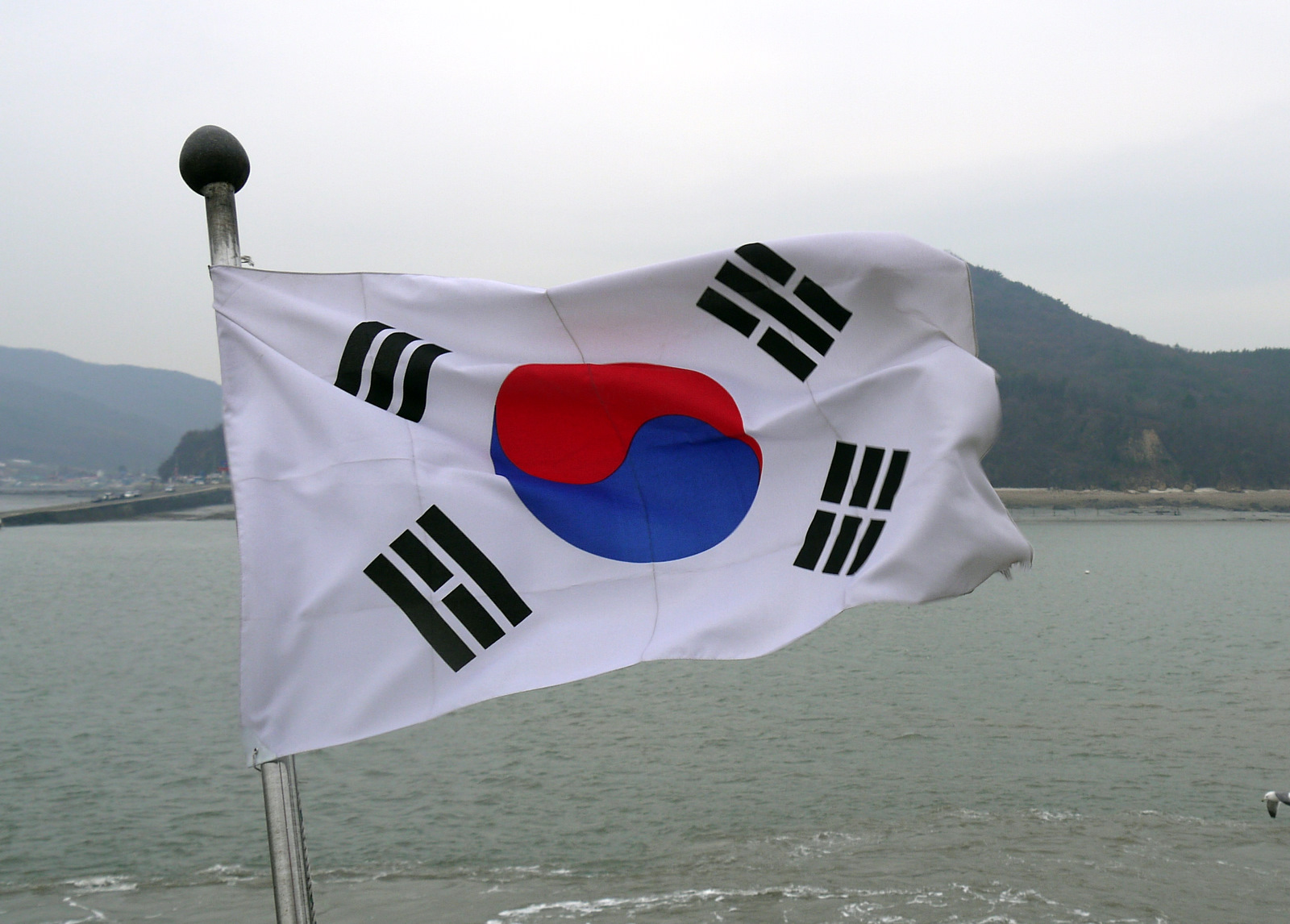
Bandera SurCoreana flameando rumbo hacia Silmido

Seúl es el principal destino turístico para los visitantes. Los destinos turísticos populares fuera de la capital incluyen el parque nacional Seoraksan, la ciudad histórica de Gyeongju y la subtropical Jeju. Viajar a Corea del Norte normalmente no es posible sin un permiso especial, pero en los últimos años se han organizado viajes en grupo que han permitido a contingentes de ciudadanos surcoreanos visitar el monte Kumgang.

## La industria turística coreana
La mayor parte de la industria turística de Corea del Sur se apoya en el turismo interno. Gracias a la extensa red de trenes y autobuses del país, la mayor parte del territorio está a un día de viaje de ida y vuelta de cualquier ciudad importante.
Los turistas internacionales proceden principalmente de los países vecinos de Asia.  Japón, China, Hong Kong y Taiwán] juntos representan aproximadamente el 75% del total de turistas internacionales. Además, la ola coreana ha traído un número cada vez mayor de turistas del sudeste asiático y la India.

## Destinos de viaje de los turistas coreanos

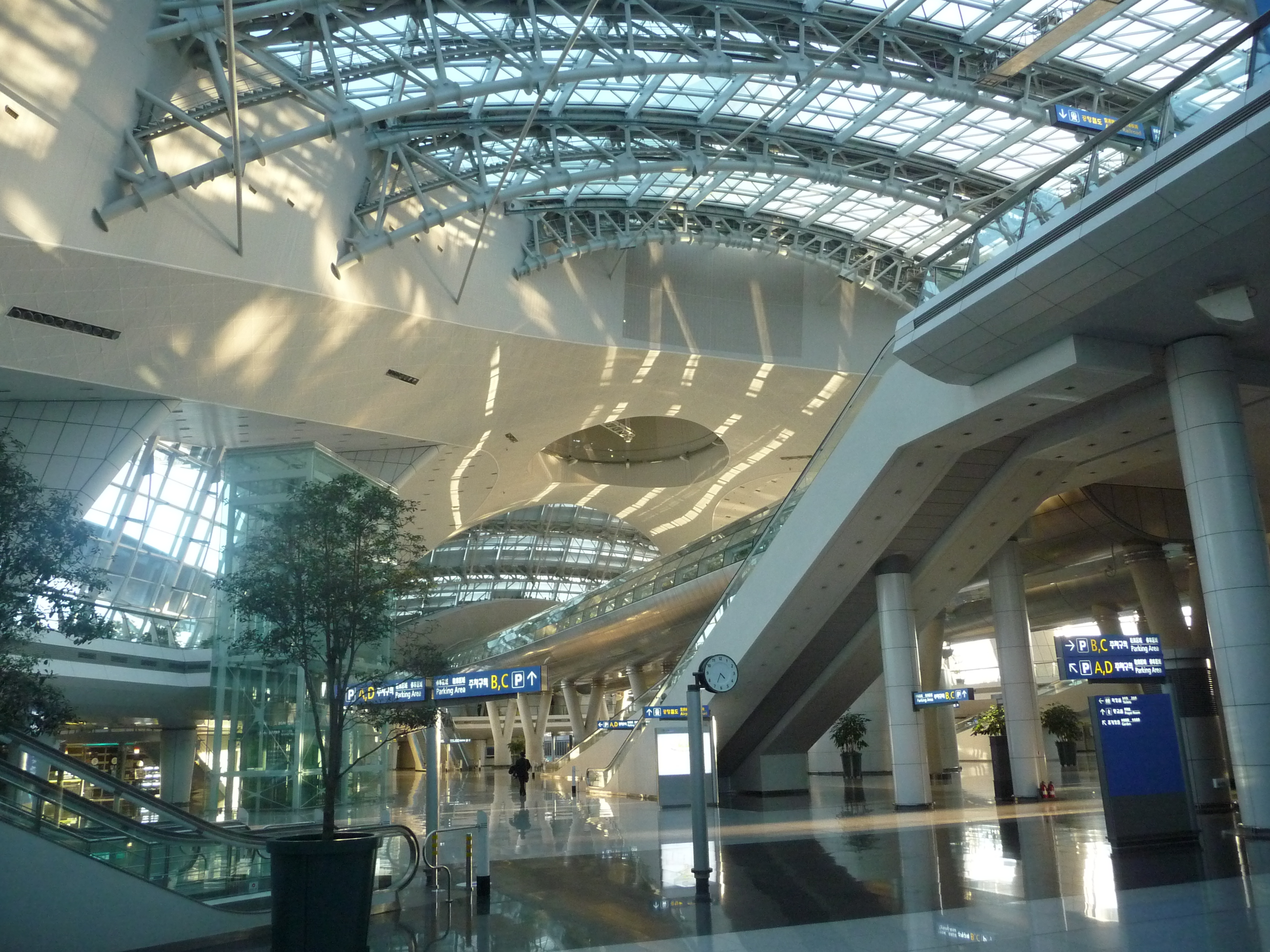
Imagen desde el interior del Aeropuerto de Incheon

El número de turistas internos coreanos ha aumentado desde 2010. El número de personas que participaron en viajes internos (que incluyen viajes de un día) fue de unos 238,3 millones (en 2015). Se incrementó en un 4,9% en comparación con 2014 (227,1 millones). En 2014, el gasto interno de Corea en turismo fue de 14.4 billones. Además, el número de turistas coreanos en el extranjero sigue aumentando desde 2010. De 2012 a 2014, el número de personas que viajan al extranjero ha aumentado en un promedio de 8,2%. En 2014, el número de turistas coreanos en otros países  era de unos 16,1 millones. Y el gasto turístico coreano en el extranjero fue de 19.469,9 millones de dólares.

## Historia
En el pasado, no era probable que los surcoreanos viajaran al extranjero, debido a la guerra de Corea y las subsiguientes dificultades económicas, así como a las restricciones gubernamentales a los viajes al exterior, con pasaportes expedidos sólo por una estrecha gama de razones, como viajar en negocios del gobierno, para recibir formación técnica, etc. Desde el decenio de 1960, se han revisado continuamente las restricciones y reglamentos de esos viajes para evitar el despilfarro de divisas. Sin embargo, durante el decenio de 1980, la liberalización de los viajes internacionales ha comenzado a tener lugar para atender a la globalización de la sociedad surcoreana. Desde entonces, han podido viajar libremente a otros países. El ajetreado estilo de vida de los surcoreanos modernos, que dificulta la mediación de vacaciones con la familia o los amigos, y el aumento de los hogares unipersonales, han contribuido al creciente número de personas que viajan solas. Por lo tanto, la popularidad de los destinos cercanos, donde los surcoreanos pueden ir de vacaciones cortas en solitario, está aumentando. Según los resultados de un análisis de los billetes de avión en 2016, el principal destino para los surcoreanos es Osaka, seguido de Bangkok y Tokio. Además, Osaka, Tokio y Shanghái tienen altas tasas de re-visitas para los surcoreanos. Sin embargo, destinos europeos como Londres, París y Roma han disminuido en la tasa de re-visitas, debido a las distancias geográficas, las tarifas aéreas costosas y los altos costos. Los turistas internacionales suelen entrar en el país por el aeropuerto internacional de Incheon, cerca de Seúl, que resultó ser el mejor aeropuerto del mundo en 2006.
También los aeropuertos internacionales en Busan y Jeju se utilizan con frecuencia.

## Estadísticas
En 2013, los viajes y el turismo (nacional e internacional) aportaron directamente 26,7 billones de won al PIB de Corea del Sur y apoyaron directamente 617.500 puestos de trabajo en el país.

### Arribo de turistas
Los visitantes que llegan a Corea del Sur para hacer turismo por nacionalidad:

| Orden | Pais           | 2018       | 2017       | 2016       | 2015       |
| ----- | -------------- | ---------- | ---------- | ---------- | ---------- |
| 1     | China          | 4 789 512  | 4 169 353  | 8 067 722  | 5 984 170  |
| 2     | Japón          | 2 948 527  | 2 311 447  | 2 297 893  | 1 837 782  |
| 3     | Taiwán         | 1 115 333  | 925 616    | 833 465    | 518 190    |
| 4     | Estados Unidos | 967 992    | 868 881    | 866 186    | 767 613    |
| 5     | Hong Kong      | 683 818    | 658 031    | 650 676    | 523 427    |
| 6     | Tailandia      | 558 912    | 498 511    | 470 107    | 371 769    |
| 7     | Filipinas      | 460 168    | 448 702    | 556 745    | 403 622    |
| 8     | Vietnam        | 457 818    | 324 740    | 251 402    | 162 765    |
| 9     | Malasia        | 382 929    | 307 641    | 311 254    | 223 350    |
| 10    | Rusia          | 302 542    | 270 427    | 233 973    | 188 106    |
| 11    | Indonesia      | 249 067    | 230 837    | 295 461    | 193 590    |
| 12    | Singapur       | 231 897    | 216 170    | 221 548    | 160 153    |
|       | Total          | 15 346 879 | 13 335 758 | 17 241 823 | 13 231 651 |

| Año  | Número de visitantes internacionales | Variación anual |
| ---- | ------------------------------------ | --------------- |
| 2003 | 4 752 762                            | 11,1            |
| 2004 | 5 818 138                            | 22,4            |
| 2005 | 6 022 752                            | 3,5             |
| 2006 | 6 155 046                            | 2,2             |
| 2007 | 6 448 240                            | 4,8             |
| 2008 | 6 890 841                            | 6,9             |
| 2009 | 7 817 533                            | 13,4            |
| 2010 | 8 797 658                            | 12,5            |
| 2011 | 9 794 796                            | 11,3            |
| 2012 | 11 140 028                           | 13,7            |
| 2013 | 12 175 550                           | 9,3             |
| 2014 | 14 201 516                           | 16,6            |
| 2015 | 13 231 651                           | 6,8             |
| 2016 | 17 241 823                           | 30,3            |
| 2017 | 13 335 758                           | 22,7            |
| 2018 | 15 346 879                           | 15,1            |

#### China

Turistas chinos a Corea del Sur y la tasa interanual. A partir de marzo de 2017, los turistas cayeron en picado en represalia por la instalación de la THAAD.

China ha sido la mayor fuente de turismo de Corea del Sur durante años. En 2016, los visitantes de China constituían el 46,8% de los turistas de Corea del Sur. Sin embargo, China impuso la prohibición de viajes en grupo después de que el ejército de EE. UU. comenzó a desplegar (Terminal High Altitude Area Defense - THAAD) en Corea del Sur. A partir de abril de 2017, los turistas chinos cayeron en picado en más de un 60% en comparación con el año anterior.

#### Japón

Comparación de turistas entre el Japón y Corea del Sur, 2005-2015

D esde la visita de Lee Myung-bak a las Rocas de Liancourt y su demanda de una disculpa del Emperador de Japón por colonialismo japonés en Corea en 2012, la imagen pública japonesa de Corea del Sur se deterioró significativamente. Los turistas japoneses a Corea del Sur disminuyeron a la mitad, de 3,5 millones en 2012 a 1,8 millones en 2015, mientras que los turistas surcoreanos a Japón se duplicaron de 2 millones en 2012 a 4 millones en 2015.

### Turista nacional

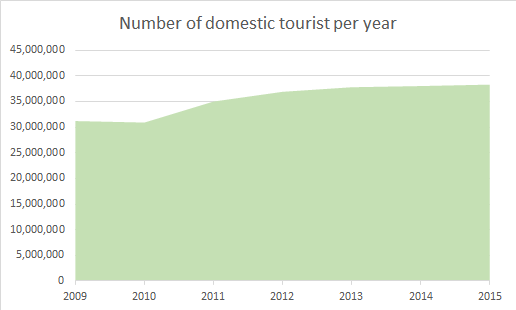
Tabla gráfica de Turista Nacionales

| Año  | Número de turistas nacionales por año |
| ---- | ------------------------------------- |
| 2015 | 38,307,303                            |
| 2014 | 38,027,454                            |
| 2013 | 37,800,004                            |
| 2012 | 36,914,067                            |
| 2011 | 35,013,090                            |
| 2010 | 30,916,690                            |
| 2009 | 31,201,294                            |

### Destinos en Corea

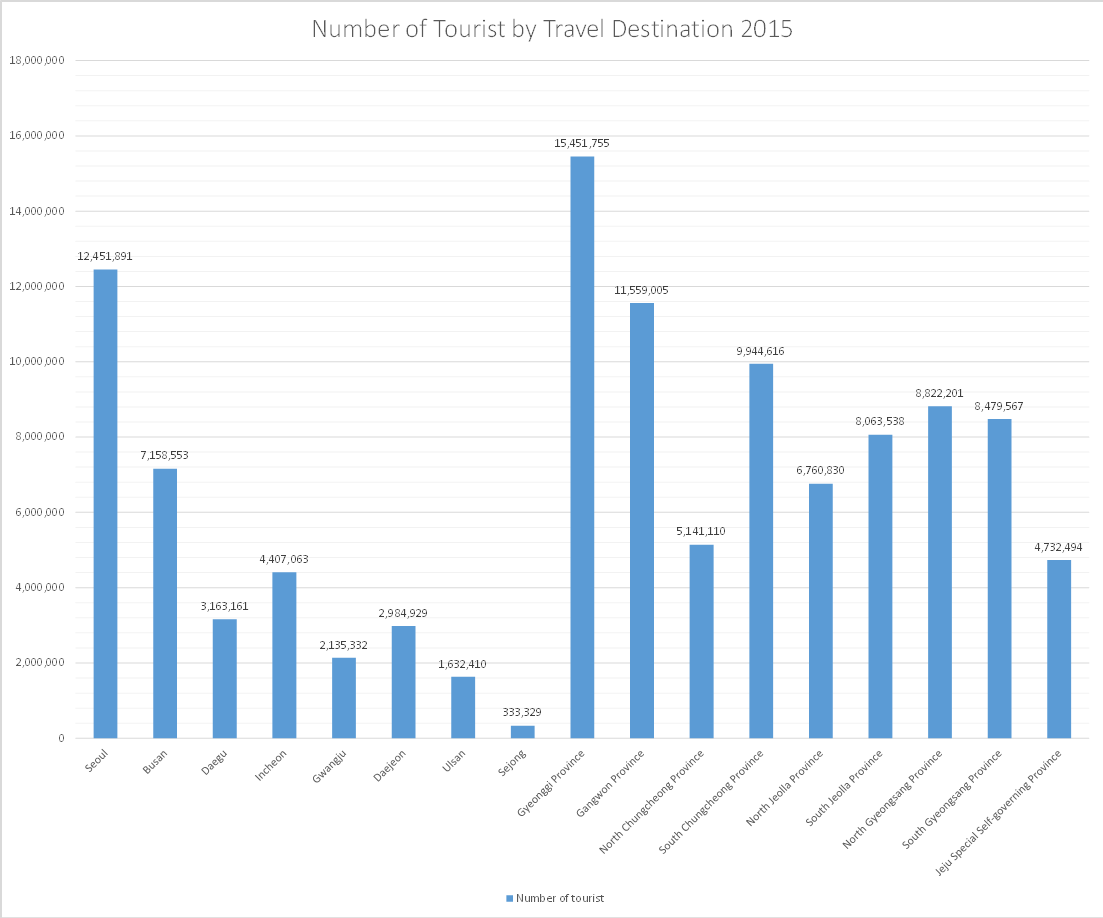
Tabla gráfica de turista nacionales y ciudades visitadas

| División administrativa            | Número de turistas |
| ---------------------------------- | ------------------ |
| Seúl                               | 12,451,891         |
| Busan                              | 7,158,553          |
| Daegu                              | 3,163,161          |
| Incheon                            | 4,407,063          |
| Gwangju                            | 2,135,332          |
| Daejeon                            | 2,984,929          |
| Ulsan                              | 1,632,410          |
| Sejong                             | 333,329            |
| Provincia de Gyeonggi              | 15,451,755         |
| Provincia de Gangwon               | 11,559,005         |
| Provincia de Chungcheong del Norte | 5,141,110          |
| Provincia de Chungcheong del Sur   | 9,944,616          |
| Provincia de Jeolla del Norte      | 6,760,830          |
| Provincia de Jeolla del Sur        | 8,063,538          |
| Provincia de Gyeongsang del Norte  | 8,822,201          |
| Provincia de Gyeongsang del Sur    | 8,479,567          |
| Provincia Autónoma de Jeju         | 4,732,494          |

### Destino

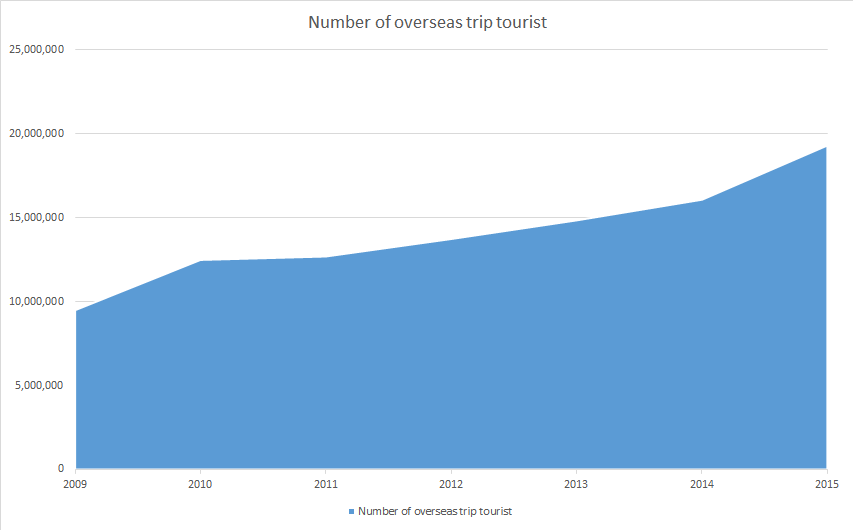
Gráfico de turistas que viajan al extranjero

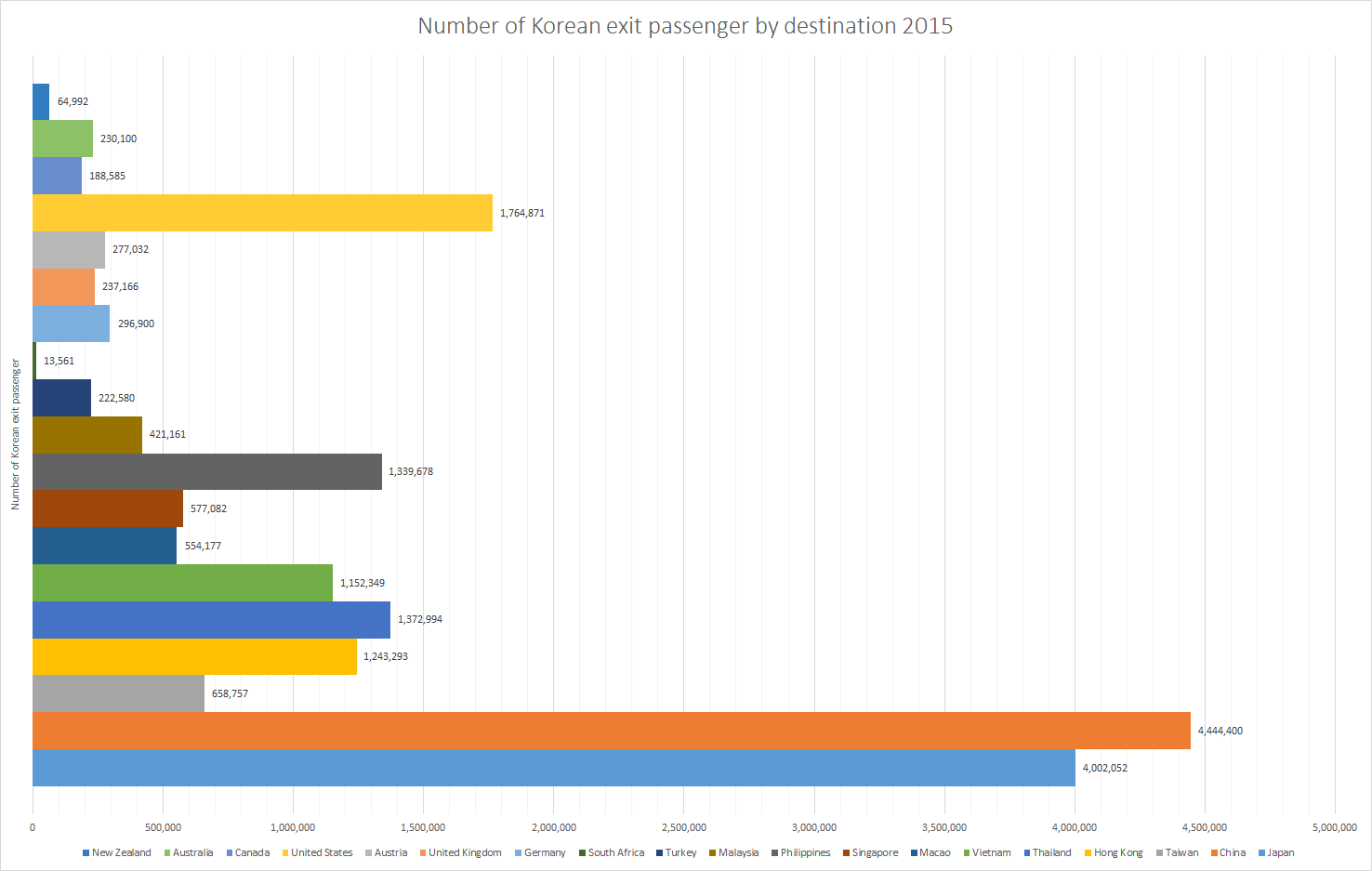
Gráfico de pasajeros coreanos de salida por destino

| Año  | Número de turistas que viajan al extranjero |
| ---- | ------------------------------------------- |
| 2015 | 19,310,430                                  |
| 2014 | 16,080,684                                  |
| 2013 | 14,846,485                                  |
| 2012 | 13,736,976                                  |
| 2011 | 12,693,733                                  |
| 2010 | 12,488,364                                  |
| 2009 | 9,494,111                                   |

| Destino | Destino        | Número de pasajeros de salida coreanos |
| ------- | -------------- | -------------------------------------- |
| Asia    | China          | 4,775,000                              |
| Asia    | Japón          | 7,140,200                              |
| Asia    | Tailandia      | 1,372,994                              |
| Asia    | Filipinas      | 1,587,959                              |
| Asia    | Hong Kong      | 1,421,411                              |
| Asia    | Vietnam        | 3,485,406                              |
| Asia    | Taiwán         | 1,019,441                              |
| Asia    | Singapur       | 629,451                                |
| Asia    | Macao          | 662,321                                |
| América | Estados Unidos | 2,324,707                              |

## Atracciones turísticas
Las atracciones turísticas históricas de Corea del Sur incluyen las antiguas capitales de Seúl, Gyeongju y Buyeo.
Algunos puntos naturales incluyen los picos de Baekdudaegan, en particular Seoraksan y Jirisan, las cuevas de Danyang y Hwanseongul, y playas como Haeundae-gu y Mallipo.
Aparte de la isla de Jeju, hay muchas islas más pequeñas. Los transbordadores de excursiones son bastante comunes a lo largo de las costas sur y oeste y también a Ulleung-do Isla, en la costa este. El turismo limitado principalmente por los surcoreanos a las Rocas de Liancourt (Dokdo) ha crecido en los últimos años como resultado del estatus político de las rocas.
Muchos distritos locales celebran festivales anuales, como el Festival del Barro de Boryeong y el Festival Taurino de Cheongdo-gun.

### Principales destinos turísticos

#### Seúl

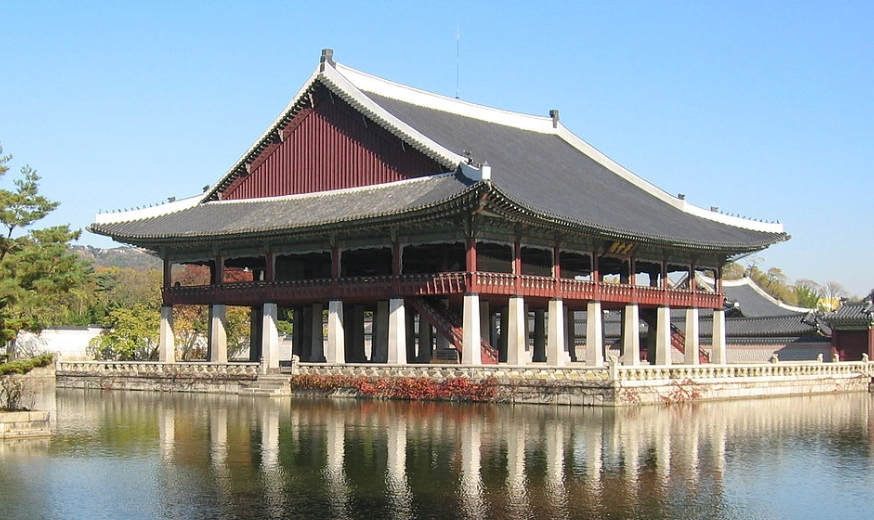
Palacio de Gyeongbokgung en Seúl

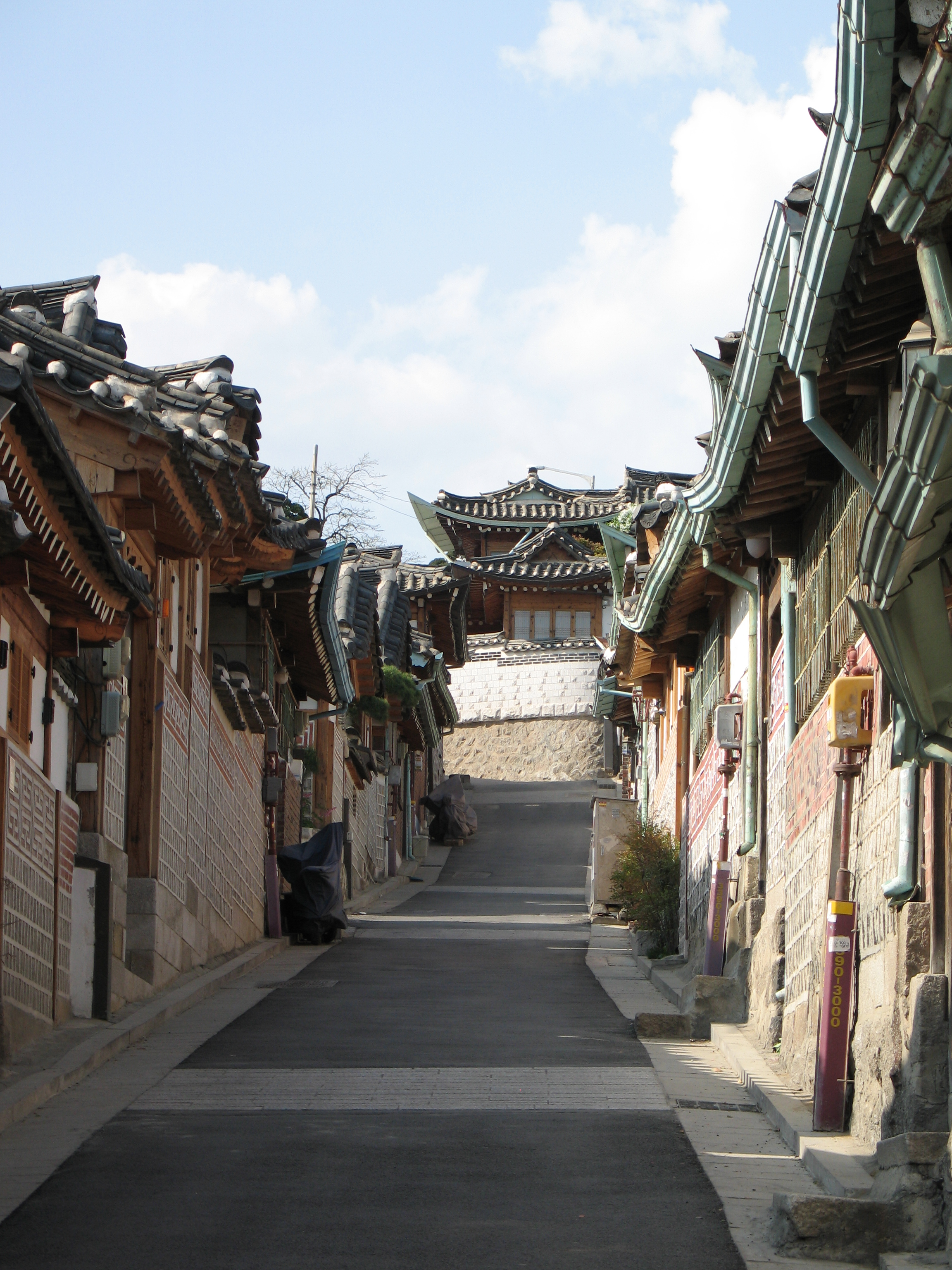
Aldea de Bukchon Hanok en Seúl

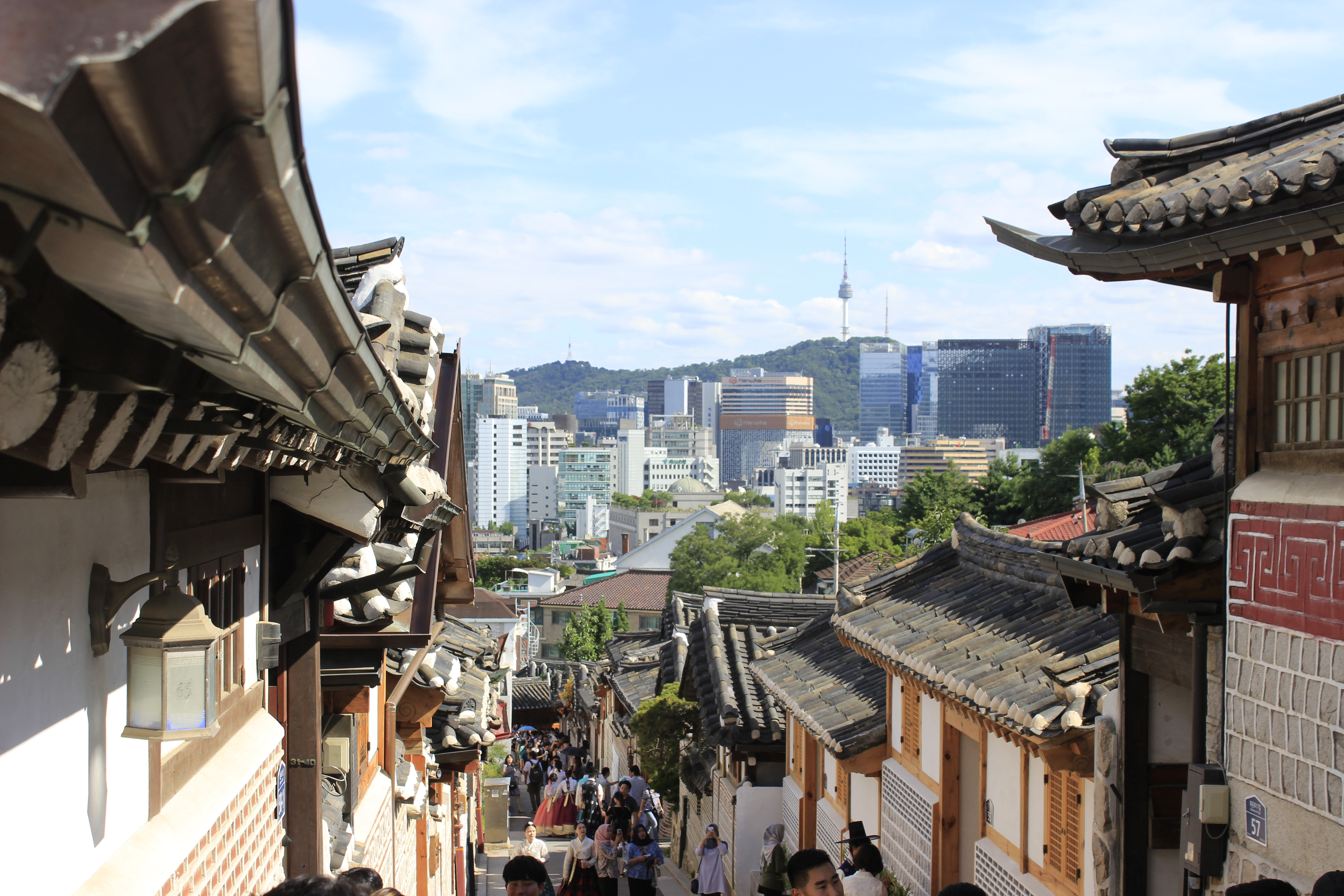
Turistas, visitando la Aldea de Bukchon Hanok en Seúl

La población de Seúl es de 9.981.673 habitantes y es la ciudad más grande de Corea del Sur. Como mucha gente se reúne, hay muchos espacios culturales como festivales, espectáculos, lugares de compras y atracciones turísticas en Seúl.
Para los extranjeros, Seúl es un lugar atractivo porque la cultura tradicional coreana y la moderna coexisten.
Además, la gente de Corea del Sur viene a Seúl para disfrutar de diversas actividades culturales. Debido a la centralización del área metropolitana de la infraestructura cultural, existe una brecha cultural entre Seúl y otras regiones. Según el Ministerio de Cultura, Deportes y Turismo, el 36,4% del total de la infraestructura cultural como la biblioteca pública, el museo y las galerías de arte se concentra en Seúl.  Por lo tanto, muchas personas en Corea del Sur viajan a Seúl. 
- Gyeongbokgung Palace
- Changdeokgung Palace
- Deoksugung Palace
- Plaza Gwanghwamun
- Fortaleza de Seúl
- 63 Building
- N Seoul Tower
- La aldea de Bukchon Hanok
- Memorial de la Guerra de Corea
- Templo Jogyesa
- Museo Nacional de Corea
- Cheonggyecheon

#### Busan

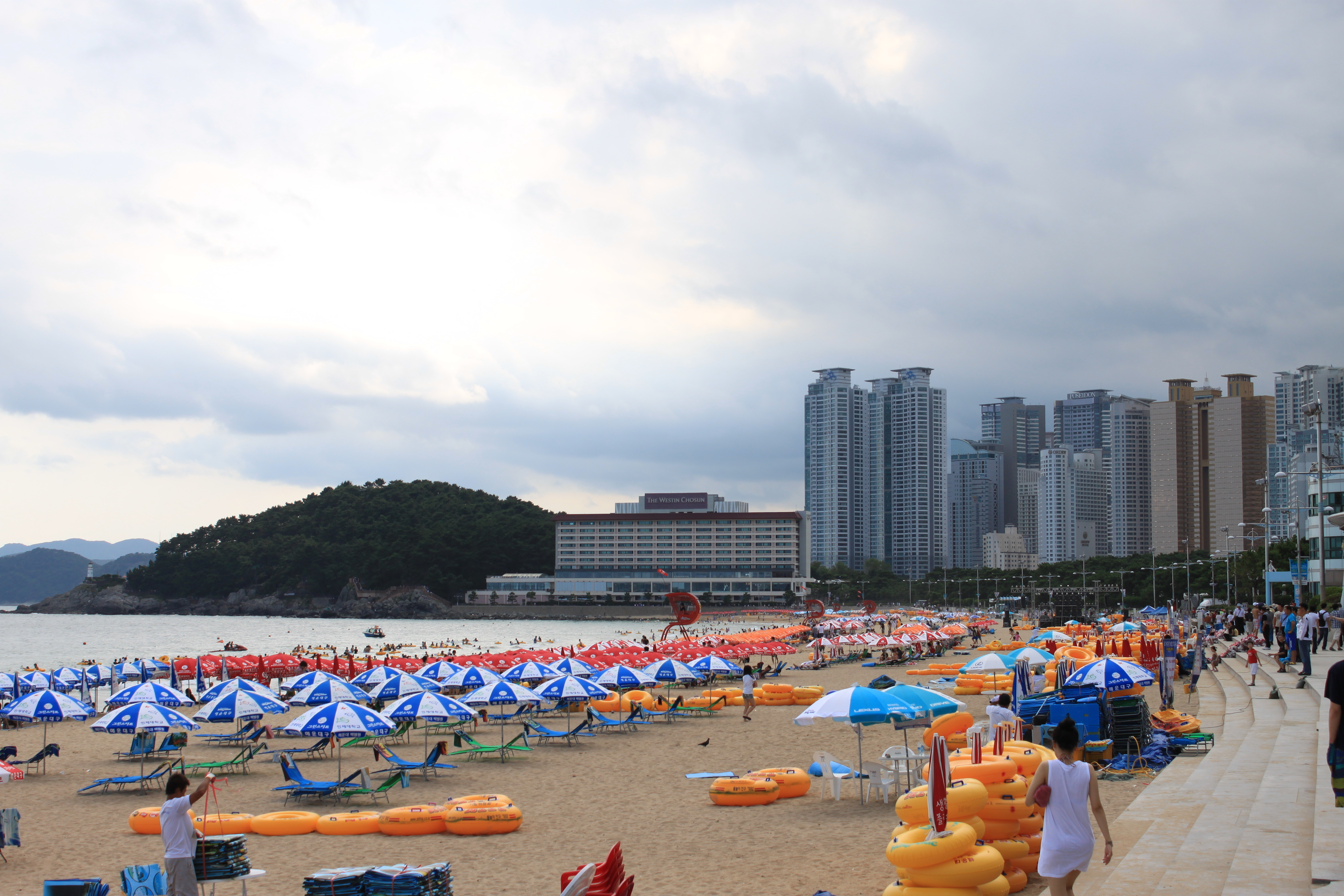
Playa de Haeundae en Busan

Busan es la segunda ciudad más grande de Corea del Sur. Está situada en la costa sureste de Corea, por lo que Busan tiene abundantes atracciones turísticas como playas y aguas termales. La gente de Corea del Sur visita las playas de Busan en el verano caluroso. Además, hay varios festivales en Busan. Anualmente se celebran 11 festivales, incluyendo festivales locales y eventos artísticos. El festival del mar de Busan se celebra cada agosto y el Festival Internacional de Cine de Busan se celebra cada octubre. El Festival Cultural de Jagalchi se desarrolla como un festival de turismo cultural representativo en Corea. Debido a estos diversos festivales y lugares, mucha gente viaja a Busan. Además, la influencia del Servicio de Redes Sociales hizo de Busan una atracción turística popular. El Facebook oficial del Ministerio de Cultura y Turismo de Busan y los sitios de blogs oficiales promueven las atracciones turísticas de Busan.
- Playa de Haeundae
- Templo Beomeosa
- Templo Haedong Yonggungsa
- Fortaleza Geumjeongsanseong
- Fortaleza Dongnaeeupseong
- Academia Confuciana Dongnae-hyangyo
- Santuario de Chungnyeolsa
- Mercado Gukje

#### Daegu
- Montaña Palgongsan
- Templo de Donghwasa
- Catedral de Nuestra Señora de Lourdes en Daegu
- Parque Dalseong
- Parque Gyeongsang-gamyeong
- La vieja casa de Lee Sang-hwa
- Academia Confuciana Daegu-hyanggyo

#### Incheon
- Parque central de Songdo
- Templo de Jeondeungsa
- Altar Chamseongdan
- Chinatown
- Isla de Wolmido
- Fuerte de Gwangseongbo

#### Gwangju
- Cementerio nacional 18 de mayo
- Parque Nacional de Mudeungsan
- Museo Folclórico Gwangju
- Museo Nacional de Gwangju
- Templo Jeungsimsa

#### Daejeon
- Arboreto Hanbat
- Aguas termales de Yuseong
- Parque de la Expo
- Museo de Arte de Daejeon

#### Provincia Gyeonggi
- Suwon — Fortaleza Suwon Hwaseong

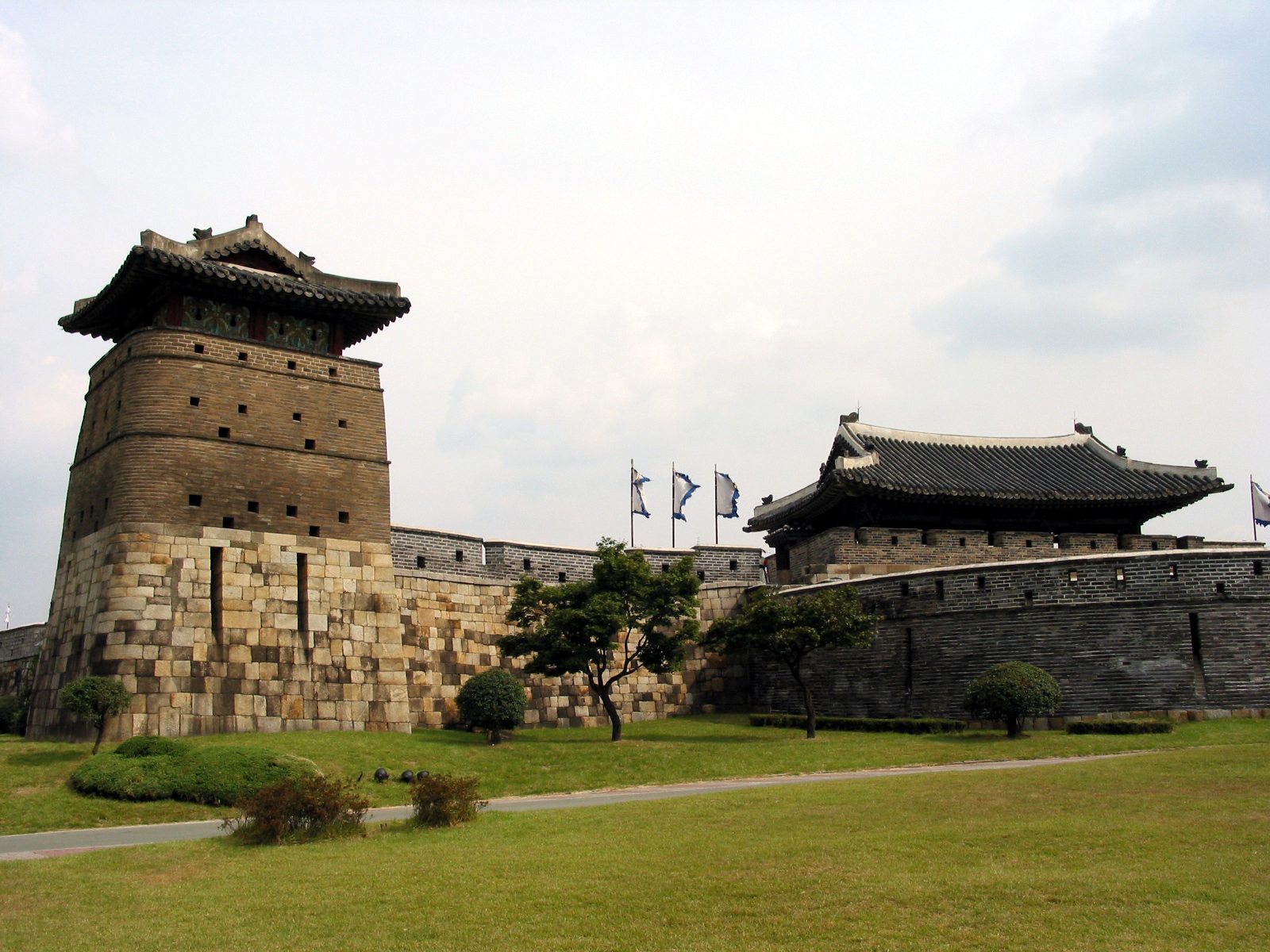
Fortaleza Hwaseong en Suwon

- Gwangju(Gyeonggi) — Namhansanseong Fortress
- Kuri — Tumba de Donggureung
- Paju — DMZ, Panmunjeom
- Yongin — Everland, Aldea Folclórica Coreana, Parque Yongin Daejanggeum
- Gapyeong — El Jardín de la Calma Matinal

#### Provincia Gangwon

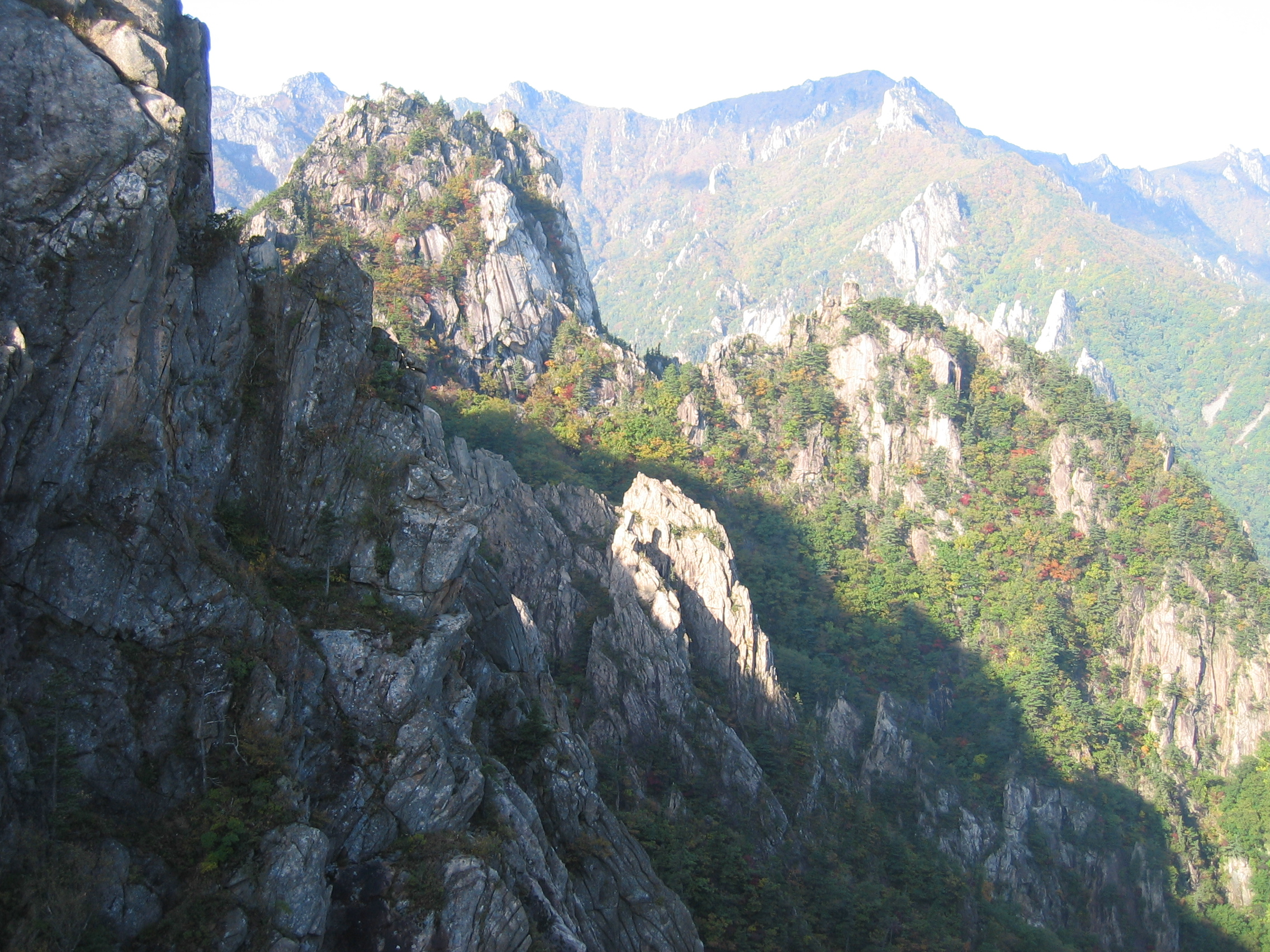
Seoraksan en provincia de Gangwon

- Sokcho — Seoraksan, Ulsanbawi, Templo Sinheungsa
- Gangneung — Ojukheon, Seongyojang,  birthplace of Yul Gok, Gyeongpo Lake
- Pieonchang — Woljeongsa, Odaesan, Daegwallyeong Stock Farm
- Donghae
- Yangyang — Templo de Naksansa
- Samcheok — Samcheok Railbike, Hwanseong and Daegeum Caves, Haesindang Park, Samcheok Rose Park, Samcheok, Jeungsan, Yonghwa, Maengbang and Jangho Beaches
- Wonju — Gangwon Gamyeong, templo Guryongsa , Park Kyung-ni Literature Park
- Jeongseon — Molundae
- Hongcheon —templo  Suta
- Goseong
- Yeongwol — Jangreung, Eorayeon, Gossigul, Kimsatgat Sites, Cheongryeongpo, Youngwol dahanu Village

Byeolmaro Observatory, museo de fotografía Donggang , Montaña Bongraesan. Hanbando terrain in Soyanggang River
- Taebaek — MontañaTaebaek, templo Manggyeongsa , Parque de la Literatura de las Montañas Taebaek, Hwangji Pond
- Cheolwon — Cheorwon Peace Observatory, Memorial Tower of the Baekma Goji (Korean War)
- Hoengseong — Seong Sammum's Tomb,Noeundan, Baekyasa
- Inje —
- Yanggu —
- Hwacheon —

#### Provincia de Chungcheong del Norte

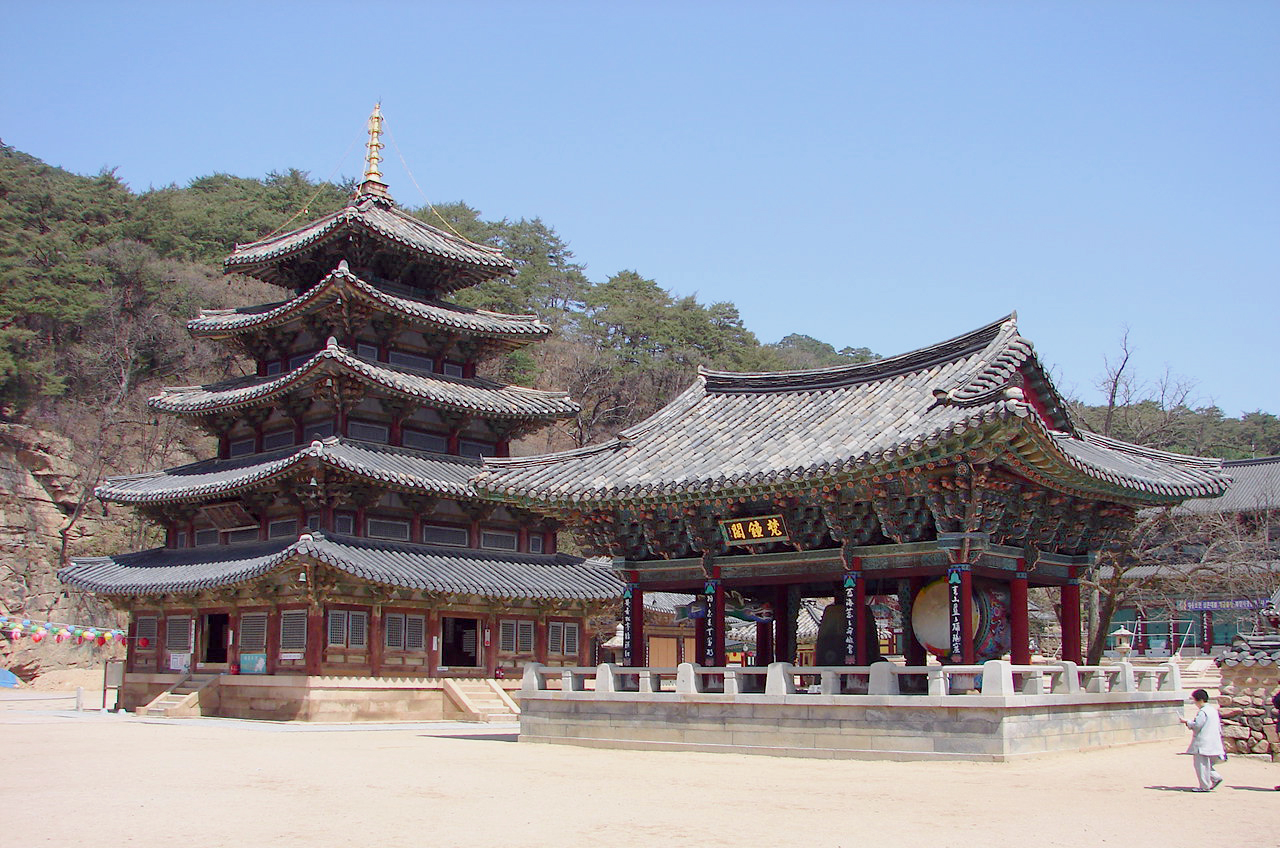
Templo Beopjusa en Boeun

- Boeun — Templo Beopjusa , Parque Nacional Songnisan, Fortaleza Samnyeonsanseong, Casa Seon Byeong-guk, Parque Nacional de Songnisan
- Danyang — Templo Guinsa , Cueva Gosu ,  Cueva Danyang Ondal ,  Dodamsambong
- Cheongju — Museo nacional Cheongju , Cheongnamdae, Fortaleza Sangdangsanseon
- Jincheon — Museo Bell , Templo Botapsa

#### Provincia de Chungcheong del Sur
- Gongju —Tumba del Rey Muryeong, Gongsanseong, templo Magoksa ,templo Donghaksa , templo Gapsa , museo nacional  Seonhwadang, Gongju, Buyeo — Museo Nacional de Buyeo, La pagoda de piedra de cinco pisos del sitio del Templo de Jeongnimsa, Gungnamji, Nakhwa-am, templo Muryangsa , Baekje Royal Tombs(Neungsan-ri Ancient Tombs)
- Cheonan — La sala de la independencia de Corea, templo Gakwonsa
- Seosan — Buda de la tríada tallado en roca en Seosan , Fortaleza Haemieupseong
- Nonsan — Mireuk-bosal en el templo Gwanchoksa

#### Provincia de Jeolla del Norte

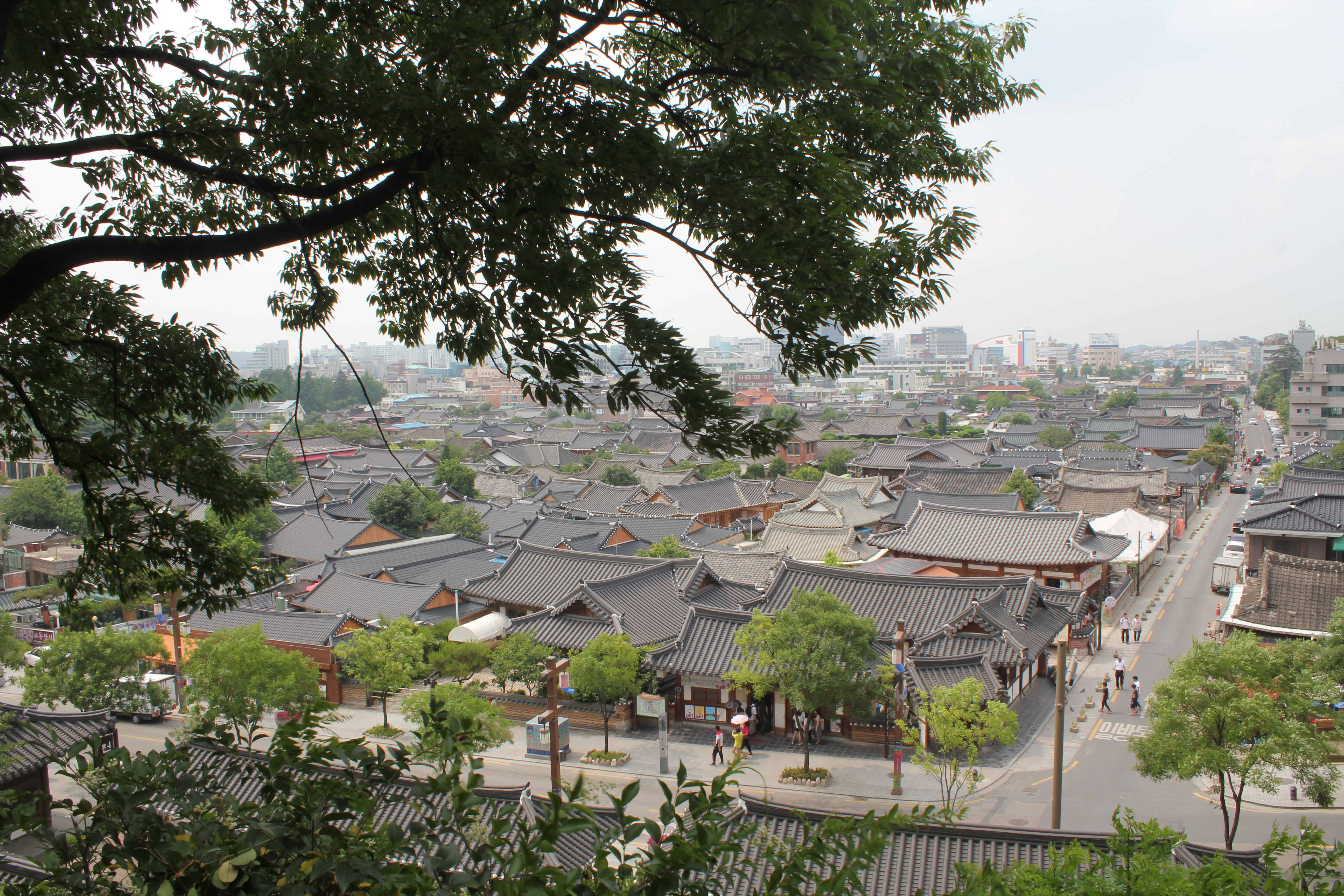
La aldea de Hanok en Jeonju

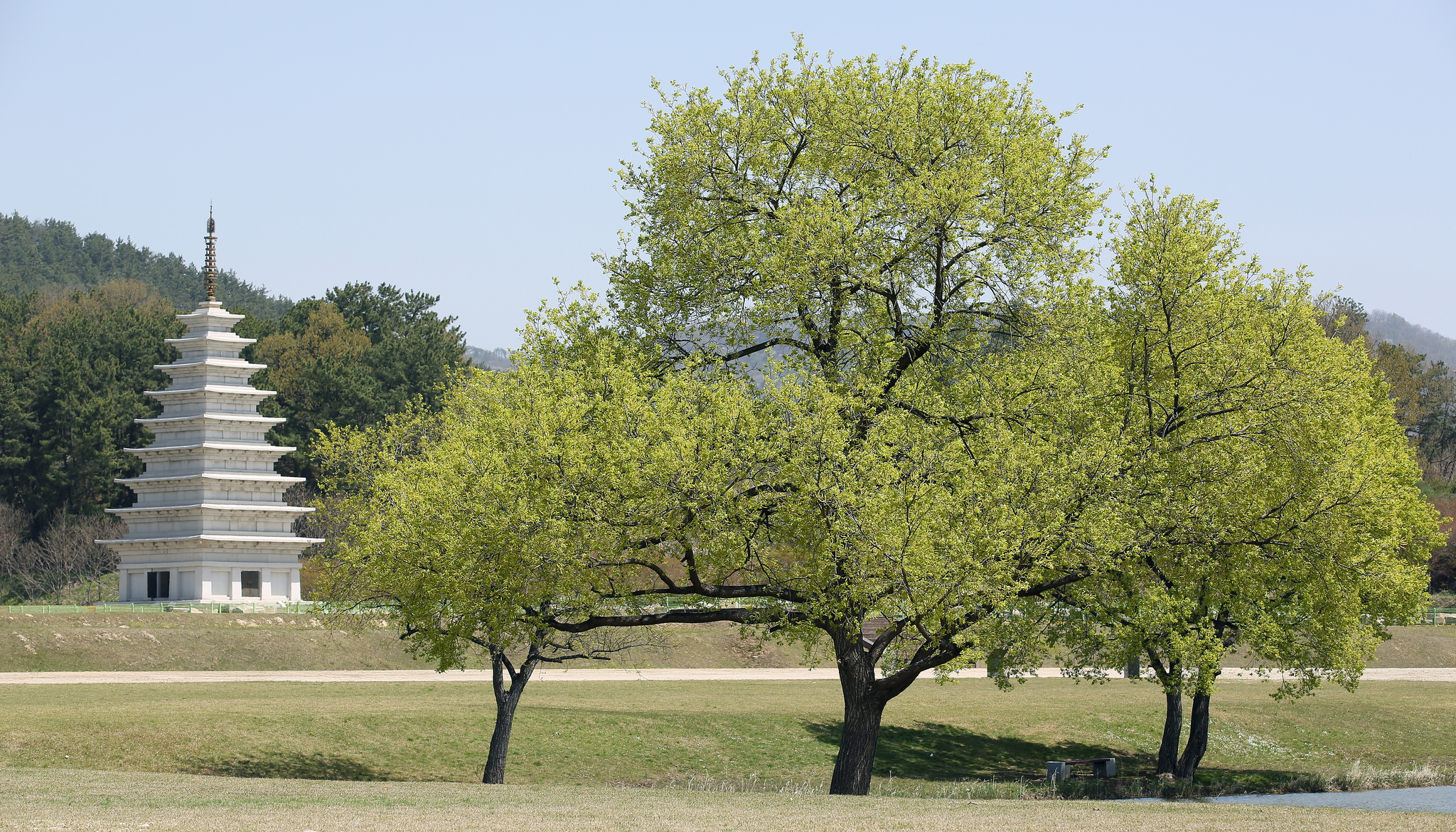
Mireuksa templo en Iksan

- Jeonju — Pueblo Jeonju Hanok, Iglesia católica de Jeondong, Gyeonggijeon Shrine, museo Hanji , Museo Real de Retratos, Jeonju Gaeksa, Jeonjuhyanggyo Confucian School
- Namwon — Gwanghallu Pavilion, Chunhyang Theme Park, Manin Cemetery of Righteous Fighters, templo Silsangsa , Gyoryong Sanseong Fortress
- Gochang — Gochangeupseong Fortress, templo Seonunsa, museo Pansori
- Iksan — Mireuksaji Pagoda,
- Gimje — Templo Geumsansa
- Gunsan — Hirotsu House, temploDongguksa
- Buan —  Templo de Tapsa, Byeonsanbando National Park

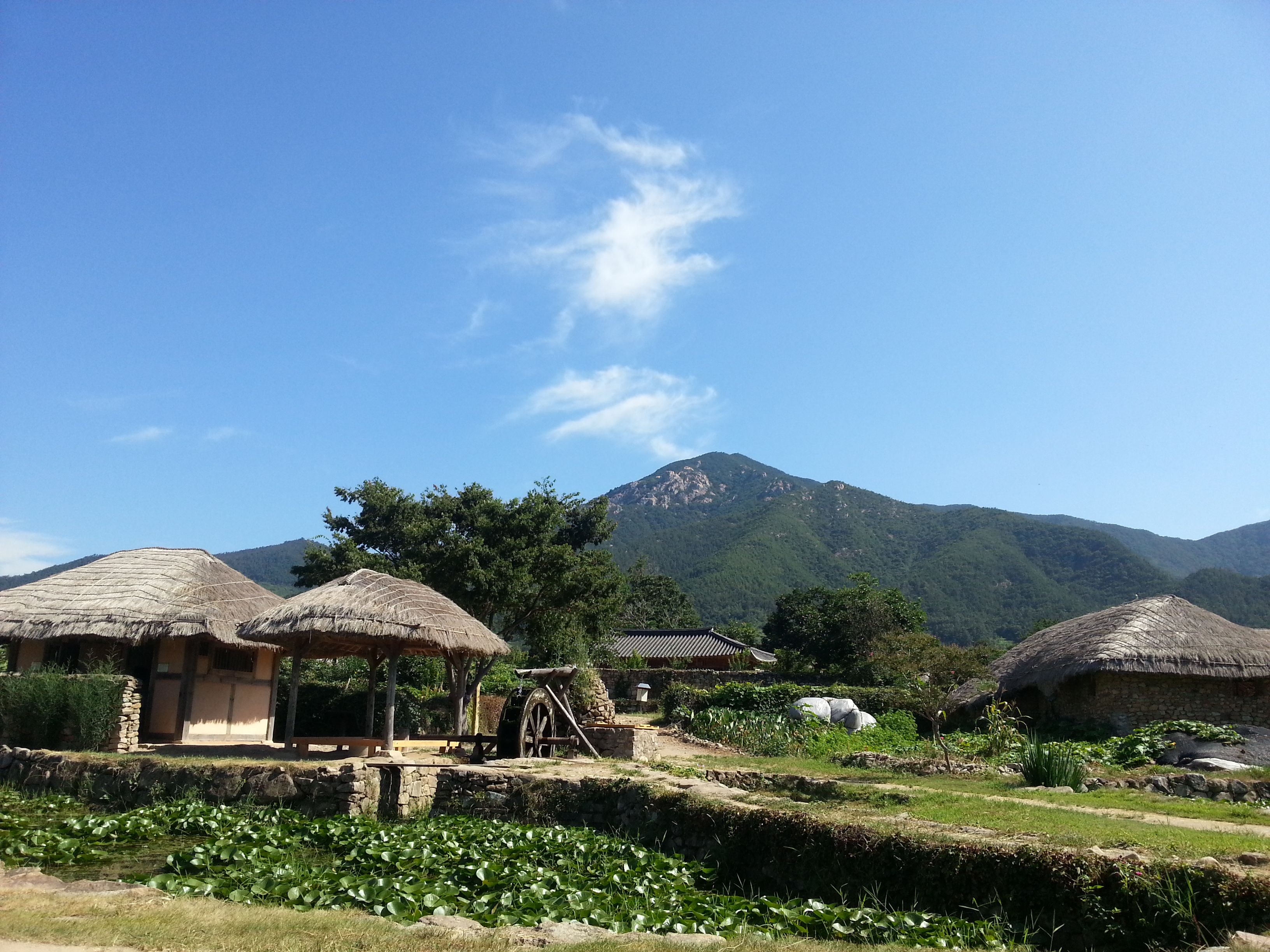
Nagan Eupseong Folk Village in Suncheon

#### Provincia de Jeolla del Sur
- Yeosu — Salón Jinnamgwan, Hyangiram, Yi Sun Shin Square
- Suncheon — templo Songgwangsa , Templo Seonamsa , Nagan Eupseong Folk Village
- Mokpo — Museo de Historia Moderna de Mokpo, Gatbawi Rock, Montaña de Yudal
- Haenam — La aldea de Ttangggut (Fin de la Tierra), templo Mihwangsa
- Gurye — Templo Hwaeomsa
- Damyang  — Damyang Juknokwon, Metasequoia-lined Road,  Jardín Soswaewon
- Boseong  — Boseong Green Tea Field Daehan Dawon
- Wando  — Isla Cheongsan

#### Provincia de Gyeongsang del Norte

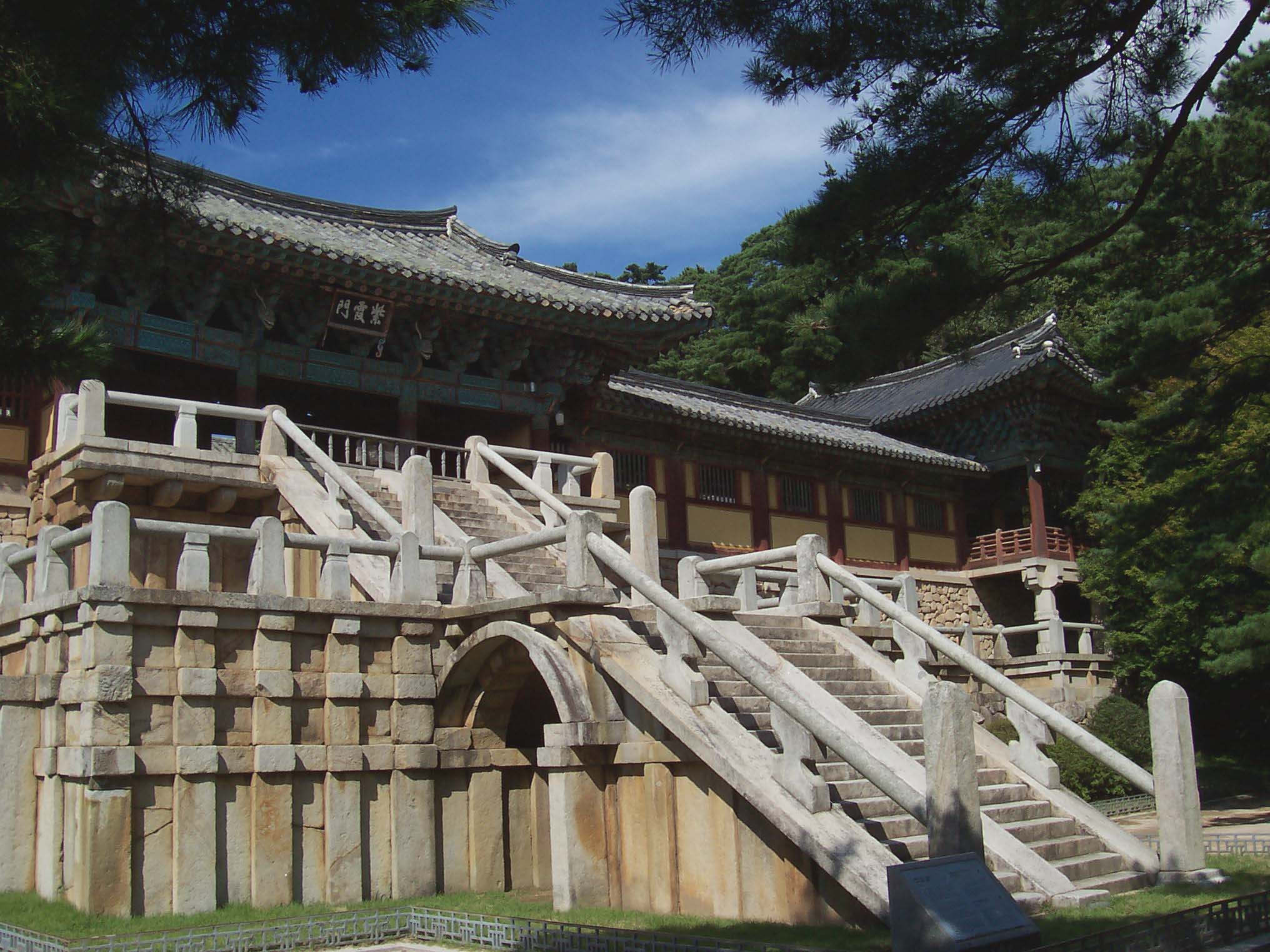
Bulguksa Templo en Gyeongju

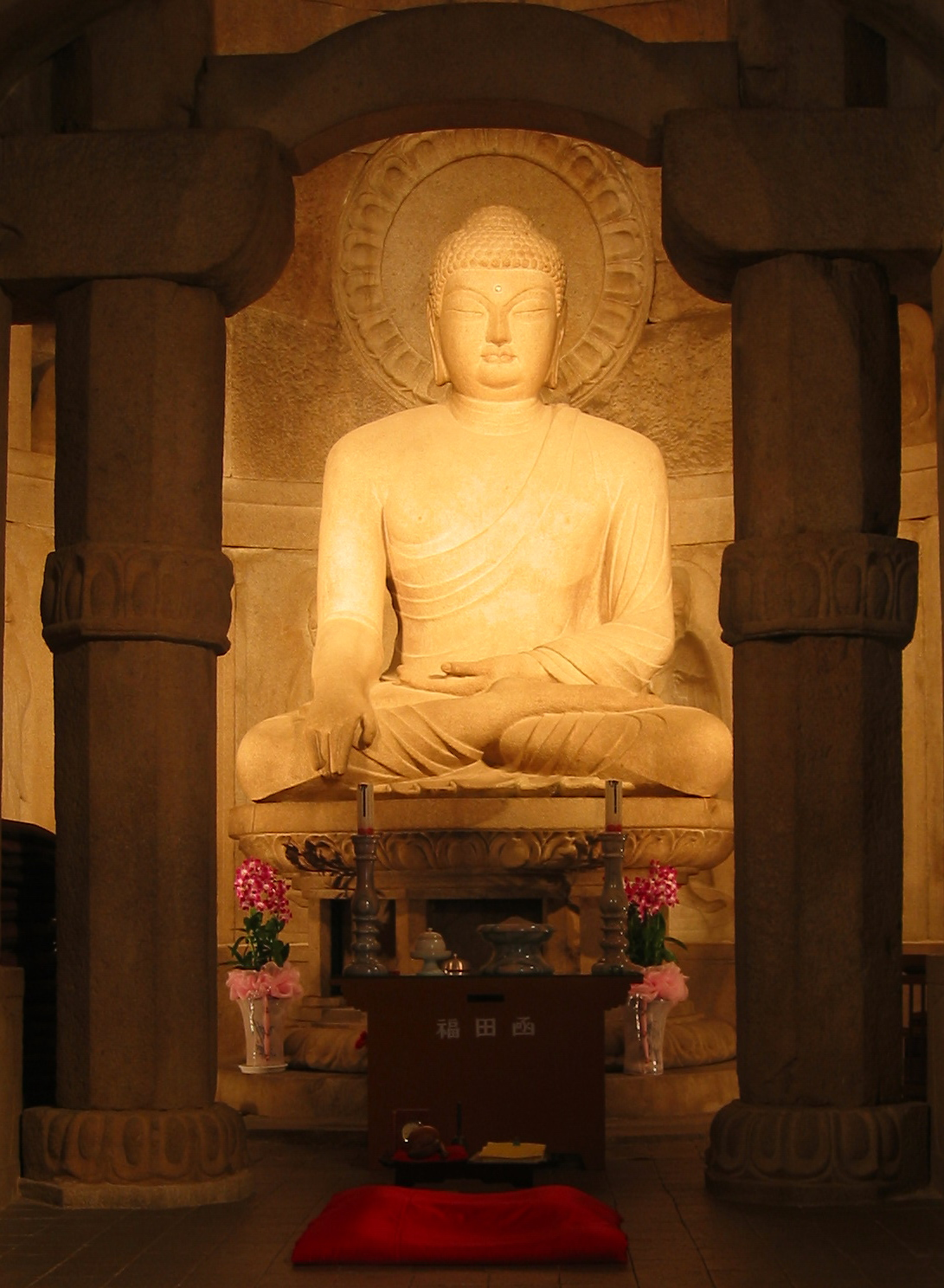
Seokguram en Gyeongju

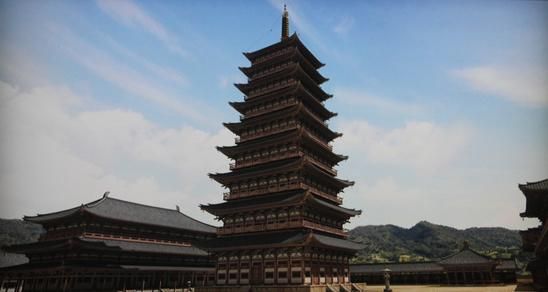
Hwangnyongsa templo en Gyeongju

- Gyeongju — templo Bulguksa , Seokguram, Anapji Pond, Museo Nacional de Gyeongju, Tumba Cheonmachong , Cheomseongdae Observatory, La aldea popular de Yangdong, Bunhwangsaji (Sitio del Templo de Bunhwangsa)
- Andong — El pueblo popular de Hahoe, Museo de la Máscara de Hahoe, Escuela Confuciana de Dosanseowon, Escuela Confuciana Byeongsanseowon, Puente Wollyeongo
- Yeongju — templo Buseoksa
- Mungyeong — Parque Provincial Mungyeong Saejae
- Ulleung — Dokdo Island

#### Provincia de Gyeongsang del Sur
- Yangsan — Templo Tongdosa
- Hapcheon — Templo Haeinsa
- Tongyeong —La Aldea de Pintura Mural de Dongpirang
- Jinju — Jinjuseong,Museo Nacional de Jinju
- Geoje — Parque histórico del campo de prisioneros de guerra de Geoje, Sinseondae
- Namhae — Gacheon Daerangi Village, German Village
- Gimhae — Tumba del Rey Suro, Tomb of Queen Heo Hwang-ok
- Changnyeong — Humedal de Upo
- Miryang — Yeongnamnu, Pyochungsa, Eoreumgol Valley

#### Provincia de Jeju
- Mount Halla

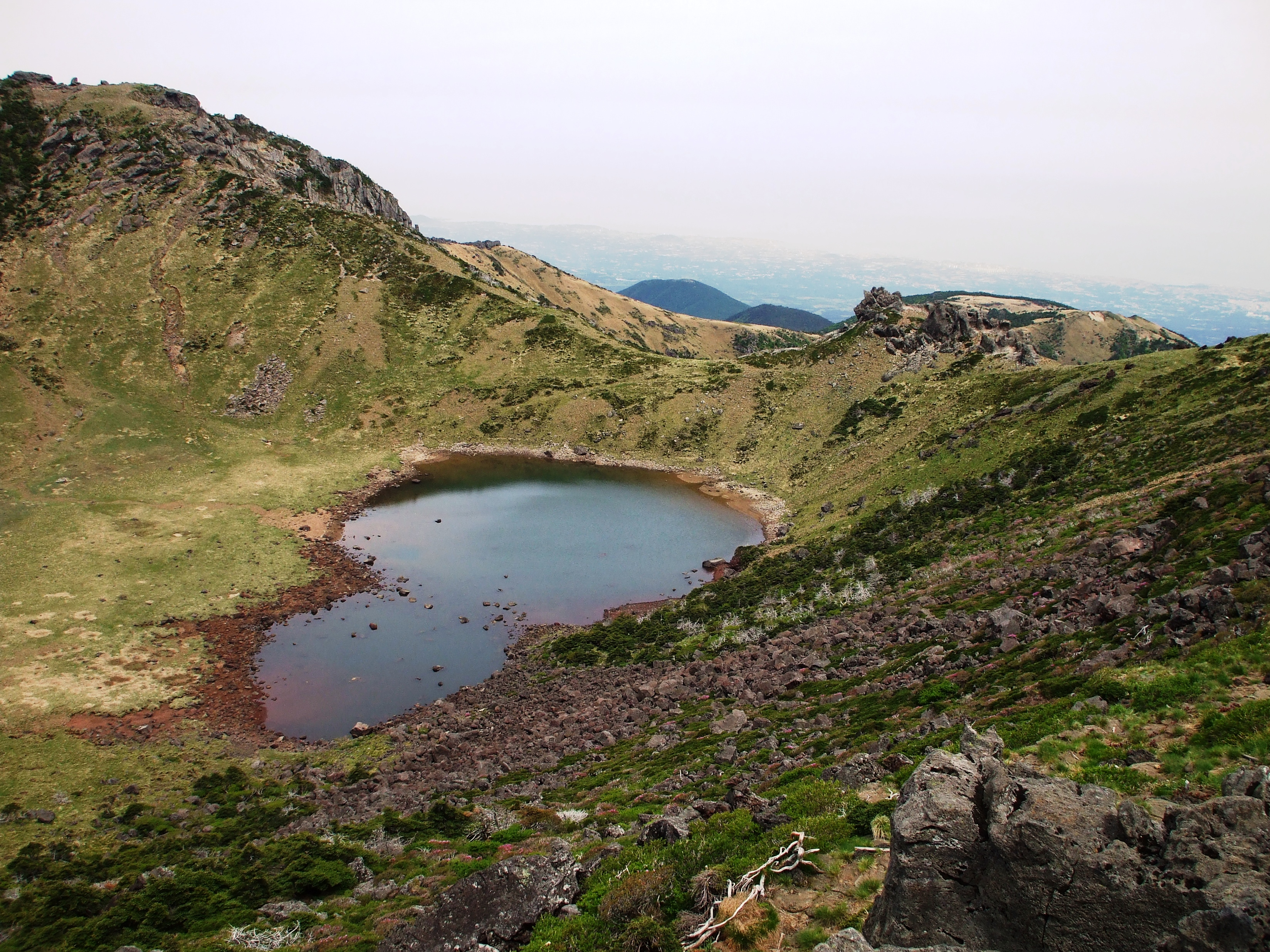
Mount Halla in Jeju Island

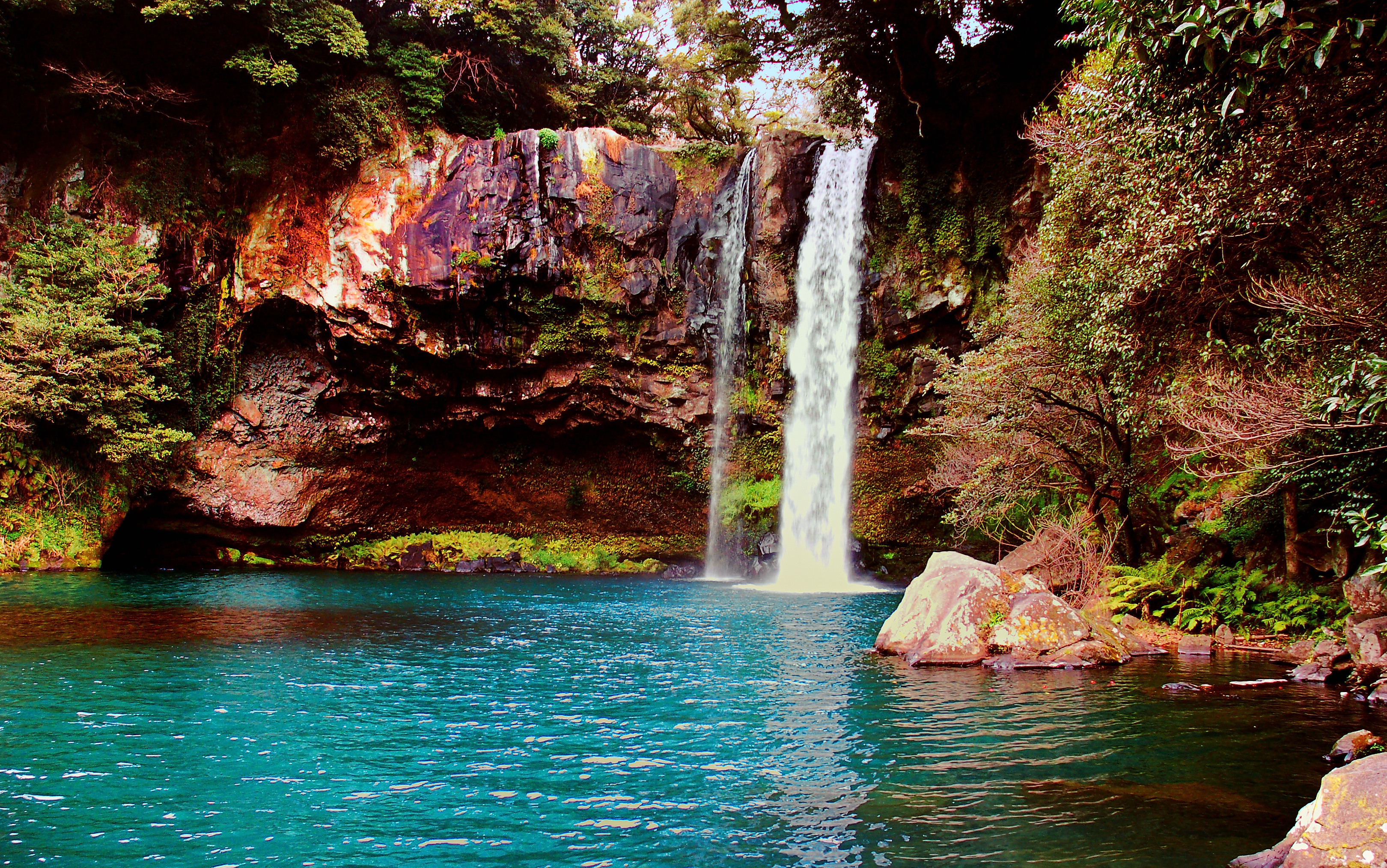
Cascada de Cheonjiyeon en la isla de Jeju.

- Cheonjeyeon y las cascadas de Cheonjiyeon
- Parque Hallim
- Templo Yakcheonsa
- Manjanggul
- Jeju Stone Statue Park